# Johann Jakob Höfler
Johann Jakob Höfler (* 22. Februar 1714 in Betzenstein; † 22. Februar 1781 in Helmstedt) war ein deutscher Jurist und braunschweigischer Gesandter beim Reichskammergericht in Wetzlar.
Seine bleibende Bedeutung ergibt sich in erster Linie aus dem schlechten Verhältnis zu seinem Sekretär Karl Wilhelm Jerusalem, der sich im Oktober 1772 das Leben nahm. Das Ereignis erregte Aufmerksamkeit über Wetzlar hinaus und bildete den Stoff zu dem erfolgreichen Briefroman Die Leiden des jungen Werthers, mit dem der junge Johann Wolfgang Goethe europaweiten Ruhm errang. Höfler erscheint in dem Roman als niemals namentlich genannter „Gesandter“, für den Werther arbeitet. Der Selbsttötung waren monatelange Reibereien zwischen Höfler und Jerusalem vorausgegangen, während derer Höfler seinen Sekretär in dem letztlich erfolglosen Versuch, dessen Abberufung zu bewirken, wiederholt mit überzogenen und teilweise auch unzutreffenden Vorwürfen beim braunschweigischen Hof denunzierte. Die ungerechten Anschuldigungen und die daraus resultierenden Tadel des Hofes, der sich um einen Ausgleich zwischen den Streitenden bemühte, kränkten und betrübten Jerusalem schwer und trugen zu seiner allgemein schlechten seelischen Verfassung bei.

## Leben

### Jurist in Nürnberg und Helmstedt
Höflers Vater war der in Nürnberg geborene evangelische Geistliche Wilhelm Höfler (1668–1746), der in verschiedenen Gemeinden auf dem Territorium der Reichsstadt Nürnberg als Pastor und Diakon tätig war. Höfler studierte Jura an der zu Nürnberg gehörenden Universität Altdorf und in Leipzig, wurde 1740 in Leipzig Magister und 1742 in Altdorf zum Doktor promoviert und ging danach als Anwalt nach Nürnberg.
Im Sommer 1858 nahm er eine Professur an der juristischen Fakultät der Braunschweigischen Universität Helmstedt an, von der er sich eine angenehmere Arbeit als die Anwaltstätigkeit versprach, und zudem die finanzielle Sicherheit eines regelmäßigen Einkommens und eine geringere Steuerlast als in Nürnberg. Doch bereits im Frühjahr 1759 geriet er heftig mit dem Dekan der juristischen Fakultät, Gottfried Ludwig Mencke (1712–1762), aneinander, den er eigentlich als Mitglied des Schöppenstuhls bei der Anfertigung juristischer Gutachten entlasten sollte. Stattdessen bearbeitete er die Akten, die Mencke ihm zuteilte, nur schleppend und erboste sich über diesen. Bereits hier zeigte sich Höflers Neigung, maßlose schriftliche Beschwerden über seine Gegner zu führen. Er beklagte sich über die Arbeitsbelastung, zog Menckes juristische Fähigkeiten in Zweifel und wünschte sich, diesen „vom Hals“ zu haben, da er ihm und anderen das Leben sauer mache. Die Regierung ergriff keine Partei, sondern sprach nur eine allgemeine Aufforderung aus, sich zu vertragen und die in der Tat zu langsame Abarbeitung der Fälle zu beschleunigen.

### Als Subdelegatus in Wetzlar
Danach verstand er, sich beim Stadtsyndikus Cellarius (dem späteren Bürgermeister der Stadt Helmstedt) einzuschmeicheln. Von ihm erhielt er ein gutes Zeugnis, sodass er im Sommer 1767 ans Reichskammergericht in Wetzlar berufen wurde. Am 24. März 1768 wurde er in Reichsadelsstand erhoben. Die Ernennung erhielt er, nachdem er in einer Abstimmung gegen die evangelische Fraktion, der er angehörte, und für die katholische Fraktion gestimmt hatte. In einem Brief an den Herzog von Braunschweig beteuerte er, die Ernennung sei ohne sein Vermuten geschehen. Dies brachte ihm den Ruf eines selbstsüchtigen, zänkischen, hinterhältigen, auf Repräsentation und Rangordnung versessenen Menschen ein. Mit dem ihm zugeordneten Legationssekretär, dem Adeligen August Siegfried von Goué, kam Höfler nicht zurecht und betrieb und erreichte dessen Entfernung.

### Konflikt mit Karl Wilhelm Jerusalem
Schon bald nach Amtsantritt von Goués Nachfolger Karl Wilhelm Jerusalem kam es auch zu einer Auseinandersetzung zwischen ihm und Höfler. Dieser beschwerte sich in einem langen Brief beim Herzog von Braunschweig über seinen neuen Sekretär: Er berichtete von der angeblichen Abweisung Jerusalems durch den Kammergerichtspräsidenten Johann Maria Rudolf Graf Waldbott von Bassenheim. Der braunschweigische Chronist Schrader (1952) konnte diese Darstellung, die in der Forschung aufgrund Kestners Bericht an Goethe weit verbreitet ist, anhand der Aktenlage und den Briefen des Ministeriums widerlegen. Als Jerusalem von der von ihm geliebten, jedoch verheirateten Elisabeth Herd des Hauses verwiesen wurde, lieferte Herd den Gerüchten Höflers einen gesellschaftlichen Beweis.
Höflers Anfeindungen stehen durchaus in Zusammenhang mit Jerusalems Selbsttötung, können jedoch nicht als einziger Anlass angesehen werden. Goethe sieht den konkreten Grund in der aussichtslosen Liebe zu Herd, wenn er in seinen Erinnerungen schreibt: „Jerusalem’s Tod, der durch die unglückliche Neigung zu der Gattin eines Freundes verursacht ward […]“ Entsprechend spielt auch im Werther Höflers literarische Entsprechung nur eine Nebenrolle. Jerusalems Biograph Jakob Minor (1881) geht davon aus, dass neben dem Zerwürfnis mit seinem Vorgesetzten die „innere Unzufriedenheit mit sich selbst, ein allzu ängstliches Bestreben nach Wahrheit und Güte, endlich eine unglückliche Liebe“ ihn zu dem Entschluss drängten, sein Leben zu beenden. Elschenbroich (1974) sieht in der unerwiderten Liebe den ausschlaggebenden Beweggrund eines Mannes, der neben anderen Faktoren auch durch „berufliche Unzufriedenheit“ des Lebens überdrüssig geworden war.

### Tod
Höfler starb an seinem 67. Geburtstag am 22. Februar 1781 in Helmstedt ohne Nachkommen. Sein Vermögen vererbte er an Verwandte, seinen Nachbar Prof. Carpzow und seine Haushälterin.